# Psychothérapie psychodynamique intensive et brève
 (décembre 2012).
Si vous disposez d'ouvrages ou d'articles de référence ou si vous connaissez des sites web de qualité traitant du thème abordé ici, merci de compléter l'article en donnant les références utiles à sa vérifiabilité et en les liant à la section « Notes et références ».
La psychothérapie psychodynamique intensive et brève (en anglais intensive short-term dynamic psychotherapy, ISTDP) est une forme de psychothérapie psychanalytique courte développée par le Dr Habib Davanloo sur des bases empiriques, la recherche et des enregistrements vidéo.

## Description
Son objectif principal est d'aider le patient à surmonter ses résistances internes à éprouver des sentiments sur son vécu présent et passé qui ont été refoulés parce qu'ils sont soit trop effrayants, soit trop douloureux. La technique est intensive en ce qu'elle vise à aider le patient à éprouver et élaborer ces sentiments à la mesure du possible, elle est à court terme en ce qu'elle tente de réaliser cette expérience le plus rapidement possible, elle est dynamique, car cette thérapie consiste à travailler avec l'inconscient, les pulsions-forces et le transfert.
Les patients viennent en traitement soit à cause de symptômes soit pour des difficultés interpersonnelles. Les symptômes recouvrent l'anxiété et la dépression,, mais également des symptômes fonctionnels psychosomatiques, tels que des maux de tête, etc. qu'en approche behavioriste on appelle « troubles somatoformes » dans le DSM-IV-TR.
Il apparaît important d'exprimer explicitement au patient que le traitement sera bref. En pratique les séances sont au nombre de  5 à 40, et le plus souvent entre 15 et 25 séances. Il n'est pas recommandé de situer une date de terminaison spécifique, mais plutôt de dire clairement au patient que le traitement sera court.

## Théorisation
La technique de traitement a été développée dans les années 1960 à 1990 par Habib Davanloo, psychiatre et psychanalyste à Montréal, sur la base des frustrations entraînées par la longueur et l'efficacité limitée de la cure psychanalytique. 
Il a analysé les enregistrements des séances de ses patients pour surmonter la résistance, qui agit pour maintenir sentiments douloureux ou effrayants de sensibilisation et éviter la proximité interpersonnelle.